# Bene Lario
Bene Lario (lombardul: Bee) település Olaszországban, Lombardia régióban, Como megyében. Lakosainak száma 351 fő (2023. január 1.). Bene Lario Carlazzo, Grandola ed Uniti, Tremezzina és Porlezza községekkel határos.

## Népesség
A település népességének változása:
| Lakosok száma | 340  | 335  | 351  |
|               | 2017 | 2018 | 2023 |